# Sielachy (sielsowiet Czernie)
Sielachy (biał. Селяхі, ros. Селяхи) – wieś na Białorusi, w sielsowiecie Czernie, w rejonie brzeskim obwodu brzeskiego.